# Fozio (figliastro di Belisario)
Fozio (in latino Photius; ... – tra il 578 e il 582) è stato un militare bizantino, figliastro del generale Belisario.

## Biografia
Era figlio di Antonina, nato prima che la madre sposasse il generale Belisario. Grazie all'importanza del patrigno Belisario, grande generale che aveva riconquistato l'Africa e sottomessa quasi tutta l'Italia tra il 533 e il 540, Fozio riuscì ad ottenere entro il 541 il titolo di console onorario. Fozio stesso accompagnò Belisario nella guerra di riconquista dell'Italia come soldato: è menzionato nella narrazione di Procopio durante la riconquista della Sicilia (535), l'assedio di Napoli (536) e l'assedio di Roma (537-538). Durante l'assedio ostrogoto di Roma, Belisario inviò Fozio a prelevare papa Silverio e condurlo di fronte a lui; Belisario condannò il Santo Padre all'esilio con l'accusa di tradimento. Poco tempo dopo, però, su insistenze della madre Antonina, Fozio fu allontanato dall'Italia e rinviato a Costantinopoli: secondo il libello di Procopio, perché Fozio intralciava la relazione amorosa adultera tra Antonina e Teodosio, figlioccio di Belisario.
Nel 541 accompagnò il patrigno Belisario nella campagna contro la Persia e lì svelò a Belisario la relazione adultera della moglie; Belisario chiese a Fozio di vendicare il suo onore, e Fozio di conseguenza rapì l'amante di Antonina, Teodosio, a Efeso e lo tenne prigioniero in un luogo nascosto; Belisario e Fozio non avevano fatto però i conti con l'Imperatrice Teodora, amica intima di Antonina, che, venuta a conoscenza di ciò, torturò Fozio e lo costrinse a svelare dove avesse nascosto Teodosio; Teodosio fu così ritrovato e restituito ad Antonina, mentre Fozio venne rinchiuso nelle temibili prigioni di Teodora, da cui riuscì ad evadere dopo due tentativi falliti e tre anni di reclusione.
Rifugiatosi a Gerusalemme, Fozio entrò in un monastero della Città Santa Iniziò a rivestire un ruolo importante in ambito ecclesiastico durante il regno di Giustino II (565-578). Agli inizi del regno di Giustino II, infatti, l'imperatore affidò proprio a Fozio il compito di pacificare le Chiese di Alessandria ed Egitto. Nel 571 si recò a Costantinopoli e deportò nel suo monastero a Gerusalemme un vescovo monofisita, Conone; nel 572, Giustino II gli affidò il compito di sedare una rivolta di Ebrei e Samaritani in Siria; secondo le fonti, lo fece con molta crudeltà e avidità. Vista l'ostilità dello storico ecclesiastico monofisita Giovanni da Efeso, Fozio potrebbe aver perseguitato i monofisiti, generando quindi l'ostilità di Giovanni da Efeso. Perì tra il 578 e il 582.